# Sankt Georgs kyrka, Kremna
Sankt Georgs kyrka (serbisk kyrilliska: Црква Светог Георгија; latinska: Crkva Svetog Georgija; kyrkslaviska: Це́рковь Свѧтого Геѡ́ргїѧ) är en serbisk-ortodox kyrkobyggnad belägen i byn Kremna, i staden Užice i den statistiska regionen Šumadija och västra Serbien, i Serbien.
Kyrkan är helgad åt den romerske martyren, soldaten och helgonet Sankt Göran. Den tillhör Žičas stift.

## Historik
Beslutet om att bygga Sankt Georgs kyrka i Kremna fattades år 1932.
Kyrkan började byggas under sommaren 1936 och stod klar hösten 1939. Det var planerat att den skulle invigas 1942, men det sköts upp till 1964.
Kyrkan byggdes enligt ritningar av arkitekt Momir Korunović.

## Kyrkan
- Kyrkan är gjord av sten i nybysantinsk stil.[1][2]
- Grunden är korsformad.[1][2]
- Ikonostasen är snidad och gjord av trä. Den tillverkades på beodran av den serbiske biskopen och teologen Sankt Nikolaj Velimirović.[1][2]
- Väggmålningarna började tillverkas 1978. De gjordes av målarna Mišo och Danica Mladenović från Belgrad. Målningarna är inspirerade av andra målningar från medeltida kloster.[1][2]
- Klockorna köptes 1941, förutom två som donerades och göts av klockgjutaren Zivko R. Buric från Jagodina.[1][2]

## Bilder

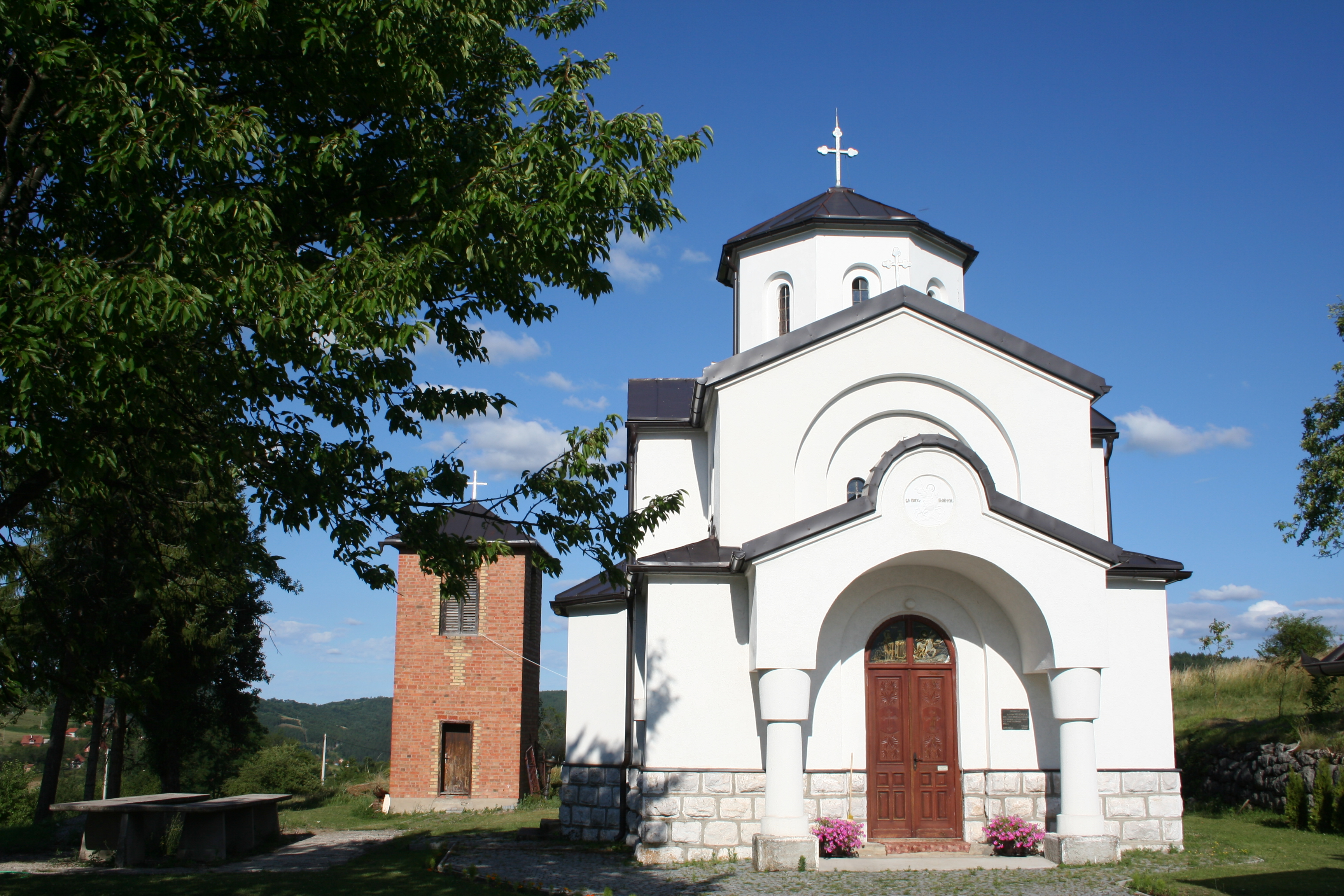
Kyrkans framsida och klockstapeln (vänster) i bakgrunden.
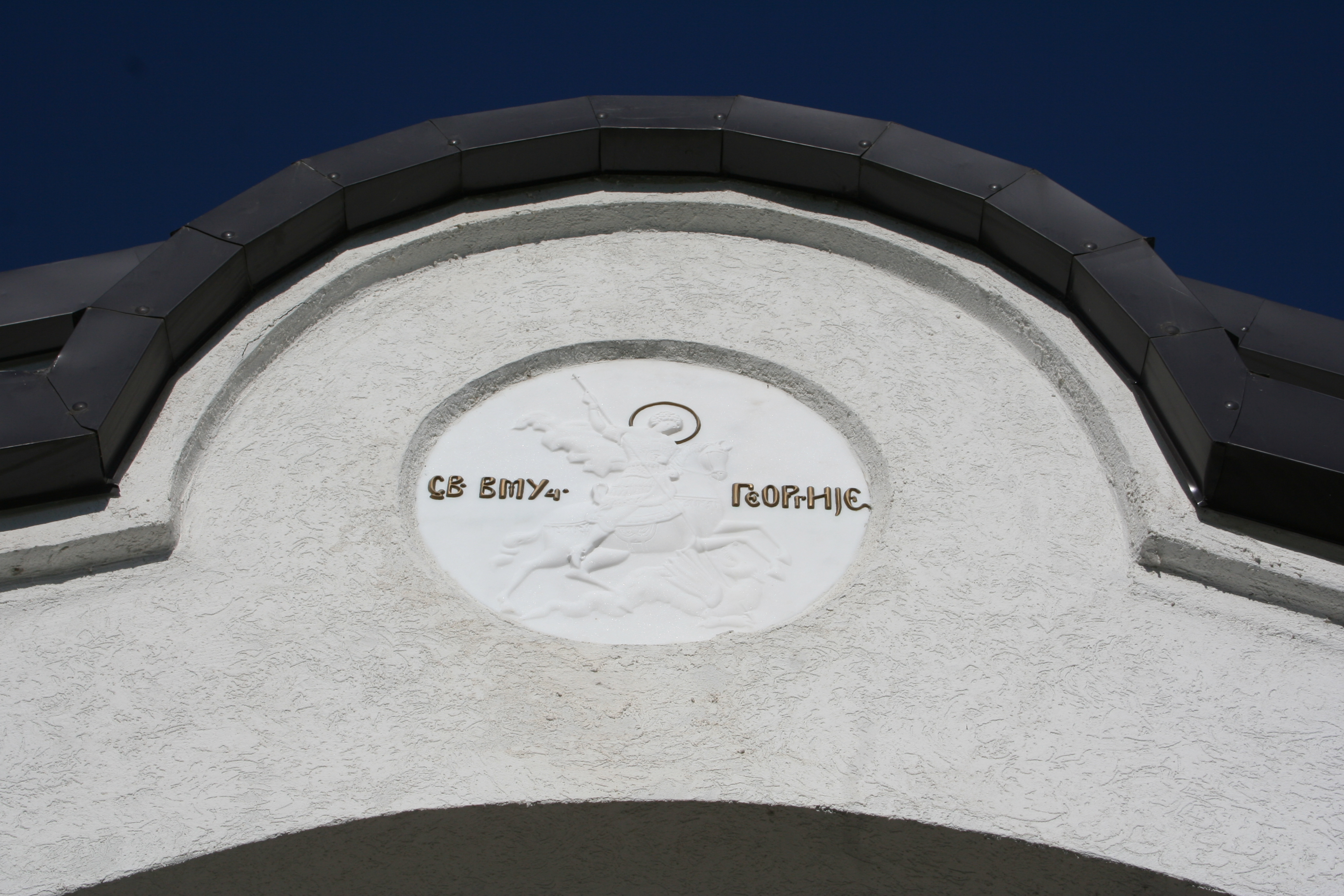
Sankt Göran avbildad ovanför entrén.